# Chițcanii Noi, Telenești
Chițcanii Noi este un sat din cadrul comunei Chițcanii Vechi din raionul Telenești, Republica Moldova.